# Cándida (obra de teatro)

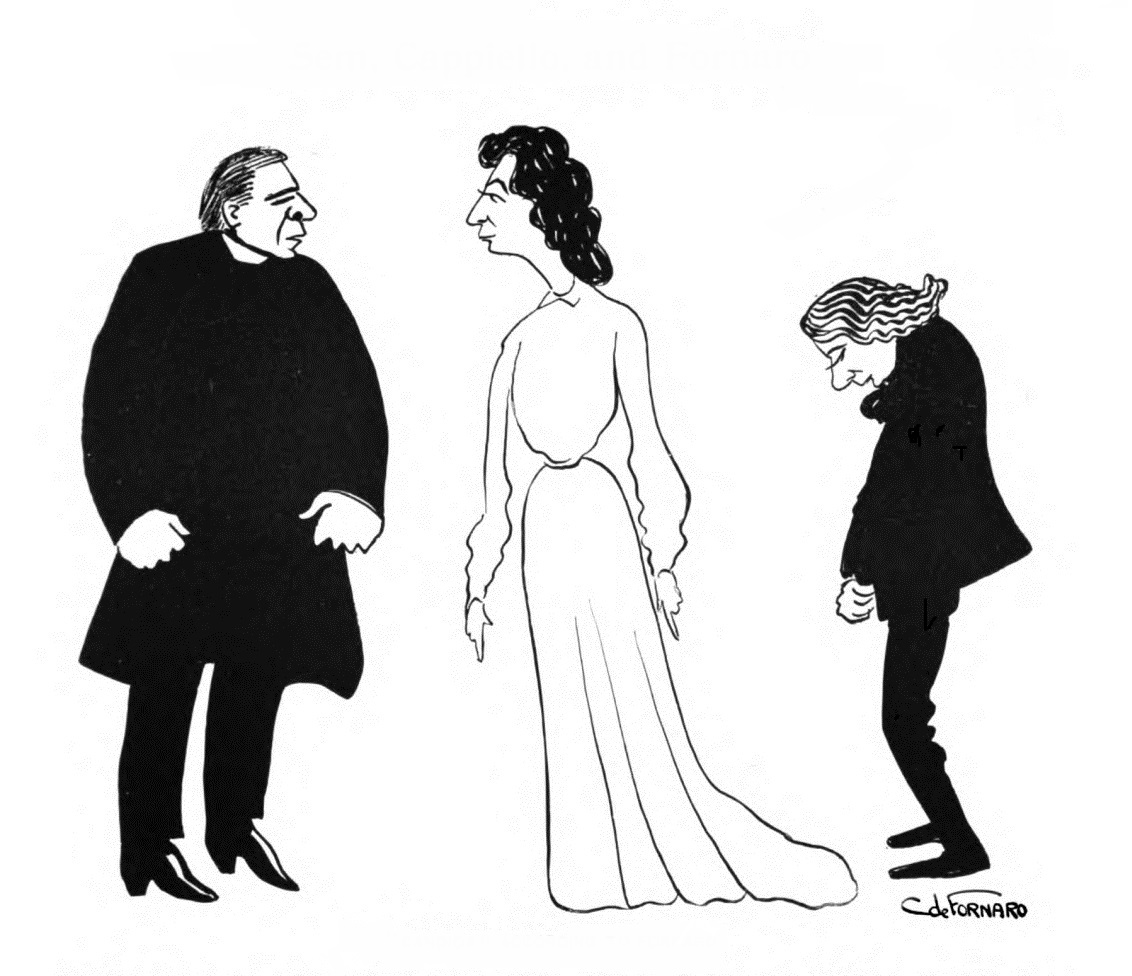
Cándida y sus hombres (dibujo de 1904, obra de Carlo de Fornaro).

Cándida (Candida) es una obra de teatro del dramaturgo irlandés George Bernard Shaw publicada por primera vez en 1898.

## Argumento
La obra está ambientada en los suburbios del nordeste de Londres en el mes de octubre. Cuenta la historia de Cándida, esposa del reverendo James Mavor Morell, cristiano socialista popular en la Iglesia de Inglaterra, en buena medida gracias a la labor de ella. Cándida regresa a casa de un viaje a Londres con Eugene Marchbanks, joven poeta que quiere rescatarla de lo que supone una vida familiar aburrida y sin brillo. Marchbanks está enamorado de Cándida, y cree que ella merece algo más que la complacencia de su marido. La considera casi divina y su amor eterno, y cree que es humillante para ella tener que atender las tareas domésticas. Por su parte, Morell está convencido de que Cándida necesita de su cuidado y de su protección, aunque la verdad es todo lo contrario. En última instancia, Cándida debe elegir entre los dos caballeros. Ella reafirma su preferencia por el «más débil de los dos», que, tras un momento de incertidumbre, reconoce en su marido: Morell.

## Representaciones destacadas
- Princess Theatre, Broadway, 1903. Estreno en los EE. UU.

- Teatro Infanta Beatriz, Madrid, 24 de noviembre de 1928. Estreno en España[2]
  - Intérpretes: Irene López Heredia (Cándida, esposa del reverendo), Ricardo Puga (El reverendo James Mavor Morell), Manuel Asquerino (Eugenio Marchbanks), Hortensia Gelabert (Proserpina Garnett, secretaria del reverendo), Juan Espantaleón (El Sr. Burgess).

- Cort Theatre, Broadway, 1946.
  - Intérpretes: Katharine Cornell (Cándida), Wesley Addy (James), Marlon Brando (Eugene), Mildred Natwick (Proserpine), Cedric Hardwicke (Burgess)..

- National Theatre, Broadway, 1952.
  - Intérpretes: Olivia de Havilland (Cándida), Ron Randell (James), Terrance Kilburn (Eugene).

- Círculo de Bellas Artes, Madrid, 1957.[3]
  - Intérpretes: Josefina de la Torre (Cándida), Gil Marcos, Ramón Corroto, Jesús Puente.

- Teatro Candilejas, Barcelona, 1958.
  - Intérpretes: Manuel Díaz González, Olga Peiró, Francisco Piquer Chanza.

- Televisión: Estudio 1, de TVE, 9 de abril de 1970.
  - Adaptación, dirección y realización: Alberto González Vergel.
  - Intérpretes: Nuria Torray (Cándida), Fernando Delgado (James), Manuel Galiana (Eugenio), Victoria Rodríguez (Proserpina), Manuel Alexandre, Manuel Tejada.

- Circle in the Square Theatre, Broadway, 1981.
  - Intérpretes: Joanne Woodward (Cándida), Ron Parady (James), Tait Ruppert (Eugene), Jane Curtin (Proserpine).

- Teatro Lara, Madrid, 1985
  - Dirección: José Luis Alonso.
  - Intérpretes: María Dolores Pradera (Cándida), Eduardo Fajardo, Juan Ribó, Ana María Barbany.

- Criterion Center Stage Right, Broadway, 1993.[4]
  - Intérpretes: Mary Steenburgen (Cándida), Robert Foxworth (James), Robert Sean Leonard (Eugene).